# 勁樺娛樂
勁樺娛樂有限公司（英語：EHalo Entertainment CO., LTD），於2017年10月3日成立，由藝人陳嘉樺（Ella）創立，並由其丈夫賴斯翔出任負責人。公司營運項目主要為陳嘉樺（Ella）的演藝經紀活動。
在中華民國經濟部所登記的營業項目包括演藝、音樂展演活動、廣播節目製作、電視節目製作發行、國際貿易等。

## 旗下藝人

### 女藝人
| 陳嘉樺（Ella） |

## 作品

### 單曲
- 都幾歲了[3]
- 囉哩叭唆[4]

### 影視歌曲
- 傀（電影《影》宣傳曲）
- 心不名狀（電影《大三元》主題曲）

### 生日會
- 2019年6月17日、18日 《Ella陳嘉樺 生日X快樂Ｘ派對》@ 西門紅樓[5]

### 巡演
- 《ELLA 陳嘉樺 x 艾拉秀.娛樂無限》

### 迷你專輯
- 《Ella Show 娛樂無限公司》（2020）

### 錄音室專輯
- 《BAD HABITS》（2024）/ 產品編碼：MS0553

### 音樂會
- 《Ella陳嘉樺 Bad Habits新專音樂會》

## 外部連結
- 陳嘉樺 Ella的Facebook專頁 （繁體中文）
- 勁樺娛樂的Facebook專頁 （繁體中文）
- 勁樺娛樂的Instagram帳戶（繁體中文）
- 陳嘉樺 Ella的Instagram帳戶 （繁體中文）
- YouTube上的Ella陳嘉樺官方專屬頻道Ella Chen's Official Channel頻道 （繁體中文）
- 陳嘉樺Ella的新浪微博 （繁體中文）
- 勁樺娛樂的新浪微博 （繁體中文）
- 台灣公司資料 （页面存档备份，存于）